# LaSalle (Montreal)
LaSalle – jedna z dziewiętnastu dzielnic Montrealu. Została utworzona w 2002 roku poprzez włączenie do Montrealu miasta LaSalle.
Liczba mieszkańców LaSalle wynosi 74 763. Język francuski jest językiem ojczystym dla 40,6%, angielski dla 26,5% mieszkańców (2006).